# Liste der Kreisstraßen im Landkreis Osterholz

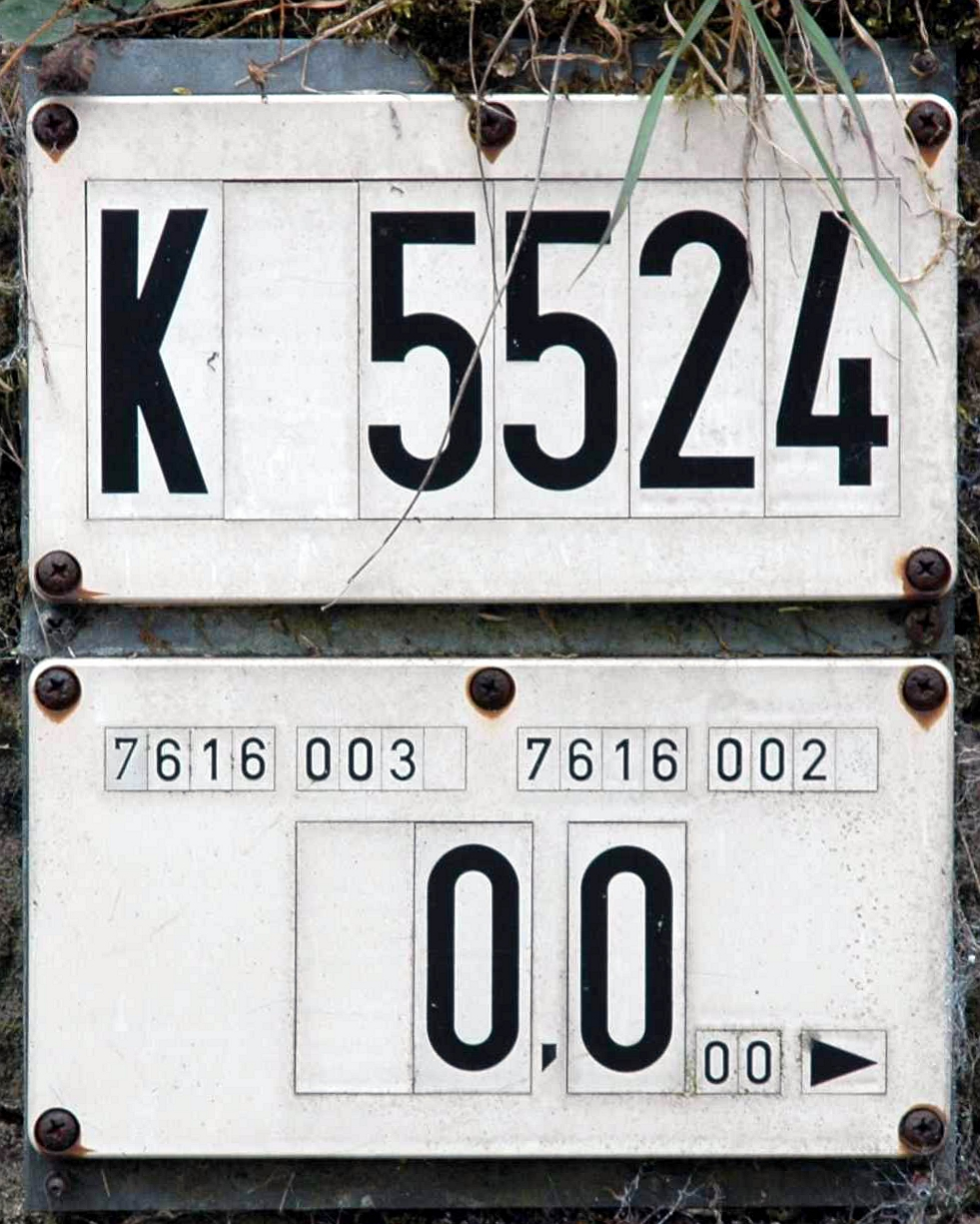
Stationszeichen

Die Liste der Kreisstraßen im Landkreis Osterholz führt alle Kreisstraßen im niedersächsischen Landkreis Osterholz auf.

## Abkürzungen
- K: Kreisstraße
- L: Landesstraße

## Liste
Nicht vorhandene bzw. nicht nachgewiesene Kreisstraßen werden in Kursivdruck gekennzeichnet, ebenso Straßen und Straßenabschnitte, die unabhängig vom Grund (Herabstufung zu einer Gemeindestraße oder Höherstufung) keine Kreisstraßen mehr sind. 
Der Straßenverlauf wird in der Regel von Nord nach Süd und von West nach Ost angegeben.
| Nr.  | Verlauf |
| ---- | --- |
| K 1  | Schwanewede, Kaserne – Schwanewede – L 134 – L 149 – K 14 – Löhnhorst – K 33 – Leuchtenburg – K 20 – Landesgrenze – (Bremen)                             |
| K 2  | (K 49 im Landkreis Cuxhaven) – Kreisgrenze – Aschwarden – Hassel – Rade – Stellerbruch – Neuenkirchen – K 26 – Landesgrenze – (Bremen)                   |
| K 3  | L 135 – Groß Erve – Werschenrege – Ovelgönne – K 17 – in Scharmbeckstotel                                                                                |
| K 4  | K 16 in Ohlenstedt – Kiebitzsegen – Oldenbüttel – K 24 – in Spreddig                                                                                     |
| K 5  | L 153 in Pennigbüttel – Ahrensfelde – Osterholz – K 45 – K 9 –                                                                                           |
| K 8  | K 43 – Niederende – K 9 – Vierhausen – Mittelbauer – Wührden – Oberende – Frankenburg – Kleinmoor – Trupermoor – K 18 – Moorhausen – L 133 in Lilienthal |
| K 9  | K 5 in Osterholz – K 11 – K 8 |
| K 10 | L 153 in Worpswede – K 28 – Neu Bergedorf – K 29 – Seehausen – K 36 – Grasberg – L 133 – Huxfeld – K 25 – Meinershausen – K 27 – Dannenberg – L 154      |
| K 11 | K 9 – Viehland – Waakhausen – Wörpedahl – L 153 in Worpswede                                                                                             |
| K 14 | L 134 in Hohenbuchen – Klipperei – L 149 |
| K 15 | L 165 in Neu Sankt Jürgen – K 31 – Kreisgrenze – (K 145 im Landkreis Rotenburg (Wümme))                                                                  |
| K 16 | (K 47 im Landkreis Cuxhaven) – Kreisgrenze – Blohe – Ohlenstedt – K 4 – Büttel – Hülseberg – K 46                                                        |
| K 17 | L 134 – K 3 in Ovelgönne |
| K 18 | K 8 in Trupermoor – L 133/L 154 in Trupermoor |
| K 19 | in Wallhöfen – K 21 – Vollersode – K 35 – Ostersode – L 165 – Kreisgrenze – (K 135 im Landkreis Rotenburg (Wümme))                                       |
| K 20 | K 1 in Leuchtenburg – Landesgrenze – (Bremen) |
| K 21 | K 19 in Wallhöfen – Vollersode, Am Mühlenberg – K 30 – L 165 in Hüttendorf                                                                               |
| K 22 | L 128 in Oldendorf – K 23 in Steden |
| K 23 | (K 42 im Landkreis Cuxhaven) – Kreisgrenze – L 128 – Holste – Steden – K 22 – Paddewisch – in Wallhöfen                                                  |
| K 24 | L 128 in Hambergen – K 4 in Oldenbüttel |
| K 25 | K 10 in Huxfeld – K 42 – Neu-Rautendorf – Rautendorf – Kreisgrenze – (K 34 im Landkreis Verden)                                                          |
| K 26 | K 2 in Neuenkirchen – L 149 in Neuenkirchen |
| K 27 | L 154 – Dannenberg – K 10 in Meinershausen |
| K 28 | K 31 in Umbeck – Worpswede – K 10 – L 153 |
| K 29 | K 10 in Neu Bergedorf – Adolphsdorf – K 36 |
| K 30 | K 19 in Vollersode, Am Mühlenberg – Bornreihe – L 153 |
| K 31 | L 153 in Umbeck – K 28 – Schlußdorf – K 15 |
| K 32 | Hinnebeck – Hinnebeckerfurth – L 134 in Koppelsberg |
| K 33 | (Bremen) – Landesgrenze – Beckedorf – Landesgrenze – (Bremen) – Landesgrenze – K 1 in Löhnhorst                                                          |
| K 34 | L 135 in Ihlpohl – Lesumstotel |
| K 35 | K 19 in Vollersode – Ahrensdorf – Giehlenmoor |
| K 36 | K 29 – Tüschendorf – Seehausen – K 10 – Moorende – L 153 in Worphausen                                                                                   |
| K 37 | Stubben – – L 135 in Ihlpohl |
| K 38 | (K 43 im Landkreis Cuxhaven) – Kreisgrenze – Axstedt – K 40 – K 39                                                                                       |
| K 39 | (K 48 im Landkreis Cuxhaven) – Kreisgrenze – K 38 – Lübberstedt Bahnhof – Lübberstedt – L 128                                                            |
| K 40 | (K 46 im Landkreis Cuxhaven) – Kreisgrenze – K 38 in Axstedt                                                                                             |
| K 41 | /L 149 in Scharmbeck – K 45 – K 46 in Osterholz-Scharmbeck                                                                                               |
| K 42 | (K 150 im Landkreis Rotenburg (Wümme)) – Kreisgrenze – K 25 in Huxfeld                                                                                   |
| K 43 | K 8 – K 44 – L 151 |
| K 44 | L 151 in Ritterhude – K 43 |
| K 45 | K 41 in Scharmbeck – K 5 in Osterholz |
| K 46 | L 135 – Garlstedt Ost – Hülseberg – K 16 – Westerbeck – – K 41 in Scharmbeck                                                                             |